# Aire protégée en Éthiopie

Carte des principales aires protégées de l'Éthiopie.
Parcs nationaux
Sanctuaires
Réserves de biosphère
Réserves de faune sauvage
Aires de chasse réglementée
Aires de chasse ouverte
Aires protégées par les communautés
Zones forestières nationales prioritaires

Le réseau d'aires protégées de l'Éthiopie couvre environ 10 % de son territoire. L'Autorité éthiopienne de conservation de la faune sauvage (EWCA) gère 14 parcs nationaux et sanctuaires, et réglemente l'utilisation de la faune sauvage dans tout le pays. D'autres aires protégées, dont un certain nombre de parcs nationaux, de réserves naturelles, d'aires de chasse réglementée et de zones forestières prioritaires, sont gérées par diverses autorités régionales dans les différents États de la fédération.
La biogéographie de l’Éthiopie est principalement caractérisée par la région montagneuse des hauts plateaux abyssins et par la région aride de la Corne de l'Afrique. Ces deux zones sont considérées comme des points chauds de biodiversité d'importance mondiale en raison de leurs niveaux élevés d'endémisme. Les aires protégées servent de refuges aux espèces et aux processus écologiques qui ne peuvent survivre dans des milieux gérés de manière intensive. Dans les hautes terres, elles abritent en outre les principaux bassins versants des basses terres arides, ce qui rend ces dernières dépendantes de la bonne gestion et de la protection de ces ressources hydriques. Les aires protégées font ainsi partie intégrante du développement durable de l'Éthiopie et fournissent des avantages essentiels aux communautés locales ainsi qu'à l'économie nationale dans son ensemble.
L'efficacité globale de la gestion de la plupart des aires protégées est cependant faible, car beaucoup d'entre elles ne sont pas légalement enregistrées, reçoivent un financement insuffisant, manquent de personnel ou sont mal équipées. Par conséquent, elles n'assurent souvent qu'un faible niveau de conservation de la riche biodiversité éthiopienne.

## Histoire et législation
Selon la tradition, l'un des tout premiers efforts de conservation de la nature en Éthiopie aurait eu lieu sous le règne de l'empereur Zara Yaqob (1434-1468). Ayant constaté que la forêt des monts Menagesha, à l'ouest de l'actuelle Addis-Abeba, avait été dévastée dans les temps anciens, ce dernier aurait ordonné qu'elle soit reboisée. Des graines de tidh (Juniperus procera) auraient ainsi été collectées dans la forêt de Wof-Washa et semées en parcelles préparées, puis un édit de l'empereur aurait ensuite interdit l'abattage des arbres dans ce qui constitue aujourd'hui la forêt nationale de Menagesha.
En 1908, Menelik II émet un décret comportant neuf articles et interdisant strictement la chasse aux jeunes éléphants. Ce premier acte législatif stipulait notamment que le poids total des deux défenses obtenues en trophée ne devait pas être inférieur à 17 kg. Enfin, un règlement sur la préservation du gibier est proclamé le 29 mai 1944, visant à garantir que certaines espèces ne soient pas chassées outre mesure.

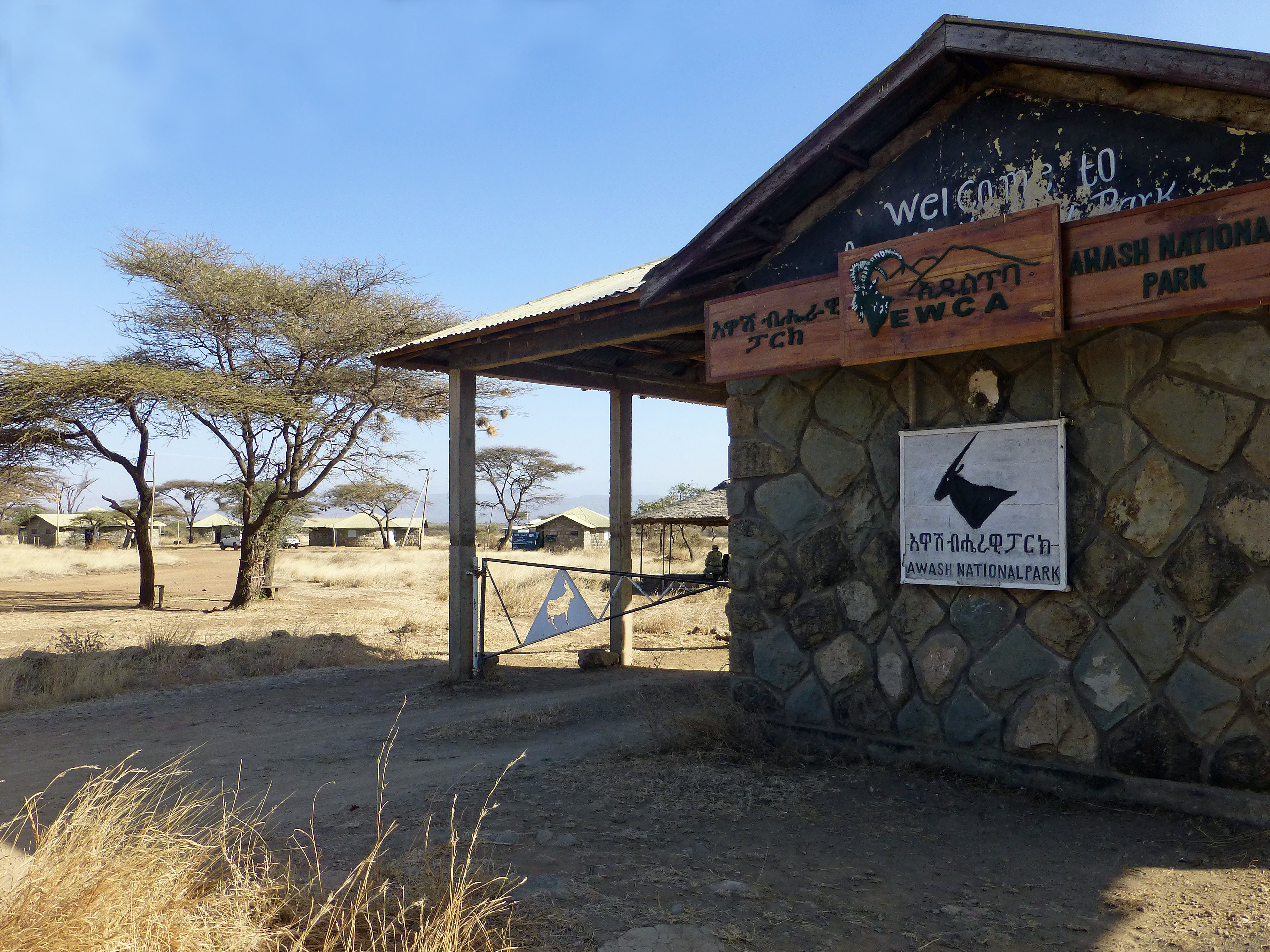
Logo de l'EWCA (une tête de Bouquetin d'Abyssinie) à l'entrée du parc national de l'Awash.

La nécessité d'établir des aires protégées en Éthiopie n'émerge cependant que dans les années 1960. La création des premiers parcs nationaux, ceux du Simien et de parc national de l'Awash, survient après une visite de l'UNESCO en 1964-1965, dont c'est la principale recommandation. L'ordonnance sur la conservation de la faune sauvage no 65 de 1970 fonde l'Ethiopian Wildlife Conservation Organization (Organisation éthiopienne de conservation de la faune sauvage, EWCO), responsable de la création et de la gestion des aires protégées. Celle-ci établit 9 parcs nationaux, 4 sanctuaires, 7 réserves de faune sauvage et 18 aires de chasse réglementée, entre 1965 et 1980. Elle est ensuite remplacée sous le régime du Derg par la Forest and Wildlife Conservation and Development Authority (Autorité de conservation et de développement des forêts et de la faune sauvage, FWCDA), proclamée en 1980 et dirigée par un conseil réunissant cinq ministères, la commission du tourisme et l'association nationale des paysans. En comparaison, l'Ethiopian Wildlife Conservation Authority (Autorité éthiopienne de conservation de la faune sauvage, EWCA), fondée en 2007, est relativement peu puissante. D'abord placée sous le ministère de l'Agriculture, elle est transférée l'année suivante au ministère de la Culture et du Tourisme, puis, en 2018, à une commission de l'environnement, des forêts et du changement climatique. Son effort de conservation est limité à la gestion de quelques parcs nationaux, sans droit d'en établir de nouveaux, alors que plusieurs parcs, forêts communautaires, sanctuaires et réserves naturelles ont été transférés aux gouvernements régionaux. La plupart des parcs ont été établis pour les grand mammifères iconiques, et l'Autorité ne mentionne jamais la flore dans ses textes fondateurs. Une approche écosystémique de la conservation fait ainsi défaut pour relever les défis des aires protégées éthiopiennes.

## Types de protection
Les aires protégées en Éthiopie représentent environ 8 % de la superficie du pays, avec de nombreuses variations de typologie, de niveau de gestion et de statut de protection effective.

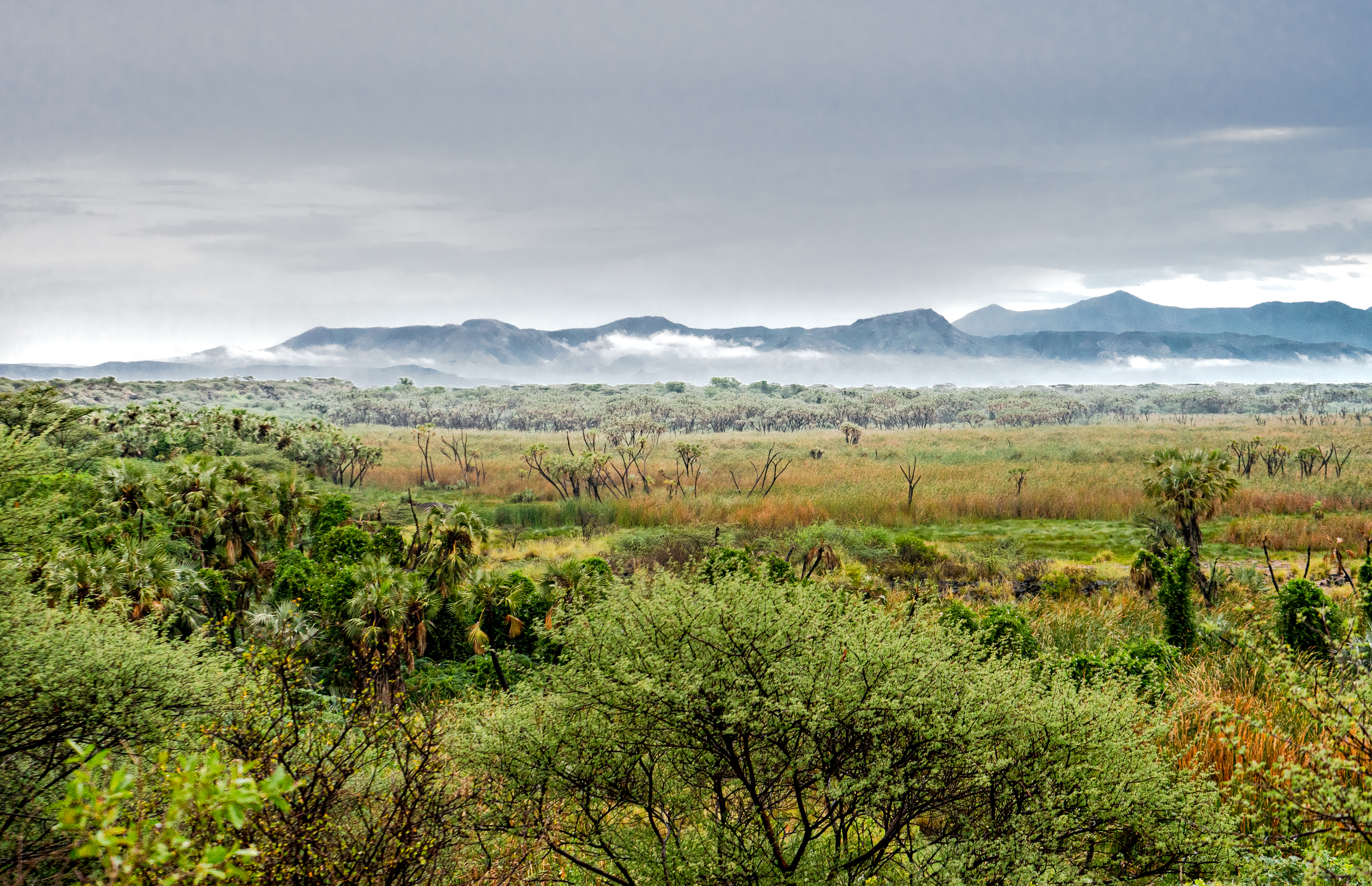
Parc national de l'Awash.

| Type d'aire protégée                        | Catégorie UICN | Nombre | Superficie totale |
| ------------------------------------------- | -------------- | ------ | ----------------- |
| Parc national                               | II             | 23     | 34 262 km2        |
| Sanctuaire                                  | IV             | 2      | 7 041 km2         |
| Réserve de biosphère                        | V              | 5      | 18 678 km2        |
| Réserve de faune sauvage                    | V              | 5      | 20 459 km2        |
| Aire de chasse réglementée                  | VI             | 21     | 6 307 km2         |
| Aire de chasse ouverte                      | VI             | 5      | 200 km2           |
| Aire naturelle protégée par les communautés | VI             | 4      | 1 030 km2         |
| Zone forestière nationale prioritaire       | nd             | 58     | (49 565 km2)      |
| Total                                       | Total          | 123    | 87 977 km2        |

### Parcs nationaux et sanctuaires
D'après la legislation éthiopienne, le parc naturel est défini comme une zone désignée pour conserver la faune et les ressources naturelles associées afin d'en préserver la valeur pittoresque et scientifique, alors que le sanctuaire est plus spécifiquement destiné à la protection d'une ou plusieurs espèces d'animaux sauvages dont la conservation est hautement prioritaire. Le gouvernement fédéral est chargé de désigner et d'administrer les parcs et sanctuaires d'importance nationale ou mondiale, connus pour leur riche biodiversité, ou abritant des espèces endémiques ou menacées, ainsi que les aires protégées situées entre deux régions ou en zone transfrontalière. En 2021, l'EWCA était ainsi chargé de la gestion de 12 parcs nationaux et 2 sanctuaires. Une dizaine d'autres parcs nationaux sont quant à eux administrés par les autorités régionales.
Une partie du parc national du Simien est par ailleurs inscrite depuis 1978 sur la liste du patrimoine mondial de l'UNESCO.

Localisation des parcs nationaux et des sanctuaires en Éthiopie (voir tableau).

| Carte | Nom                                              | Image | Année de création | Région         | Superficie | Gestion         | Mammifères | Oiseaux |
| ----- | ------------------------------------------------ | ----- | ----------------- | -------------- | ---------- | --------------- | --- | --- |
| 1     | Parc national du Simien                          |       | 1967              | Amhara         | 412 km2    | Fédérale (EWCA) | Bouquetin d'Abyssinie, Loup d'Abyssinie, Gélada, Oréotrague.                                                                                        | Parophasme de Galinier, Vanneau d'Abyssinie, Sentinelle d'Abyssinie, Serin à tête noire, Aigle royal, Gypaète barbu. |
| 2     | Parc national des monts Balé                     |       | 1970              | Oromia         | 2 200 km2  | Fédérale (EWCA) | Nyala de montagne, Guib de Ménélik, Loup d'Abyssinie, Lion, Léopard, Cobe des roseaux, Cercopithèque du Balé, Lièvre des hauts plateaux d'Éthiopie. | Ouette à ailes bleues, Parophasme de Galinier, Touraco à joues blanches, Vanneau d'Abyssinie, Perroquet à face jaune, Sentinelle d'Abyssinie, Serin à tête noire, Râle de Rouget, Aigle royal, Gypaète barbu, Pic d'Abyssinie. |
| 3     | Parc national d'Abijatta-Shalla                  |       | 1973              | Oromia         | 887 km2    | Fédérale (EWCA) | Gazelle de Grant, Ourébi, Oréotrague, Grand koudou, Phacochère commun, Babouin olive, Colobe guéréza, Grivet, Loup doré.                            | Autruche de Somalie, Avocette élégante, Pélican blanc, Flamant rose, Flamant nain, Pygargue vocifère, Ouette d'Égypte. |
| 4     | Parc national de l'Awash                         |       | 1966              | Afar, Oromia   | 591 km2    | Fédérale (EWCA) | Oryx beïsa, Cobe onctueux, Gazelle de Sömmering, Petit koudou, Grand koudou, Lion.                                                                  | Outarde kori, Outarde de Hartlaub, Outarde d'Oustalet, Messager sagittaire, Autour tachiro, Touraco à ventre blanc, Serin à gorge jaune, Pygargue vocifère.                                                                    |
| 5     | Parc national de Kafta Sheraro                   |       | 2007              | Tigré          | 2 117 km2  | Fédérale (EWCA) | Éléphant de savane, Gazelle à front roux, Grand koudou, Antilope rouanne, Cobe onctueux.                                                            | Perroquet de Meyer, Rollier d'Abyssinie, Grue demoiselle, Pluvian fluviatile. |
| 6     | Parc national Alatash (en)                       |       | 2005              | Amhara         | 2 666 km2  | Fédérale (EWCA) | Éléphant de savane, Petit koudou, Grand koudou, Lion, Léopard.                                                                                      | Autruche de Somalie, Choucador à ventre roux. |
| 7     | Parc national de Borena-Saynt                    |       | 2009              | Amhara         | 44 km2     | Régionale       | Guib de Ménélik, Gélada, Lièvre des hauts plateaux d'Éthiopie.                                                                                      | Parophasme de Galinier, Râle de Rouget, Ibis caronculé, Pigeon à collier blanc, Francolin d'Erckel. |
| 8     | Parc national de Nech Sar                        |       | 1974              | RNNPS          | 514 km2    | Fédérale (EWCA) | Zèbre des plaines, Petit koudou, Grand koudou, Bubale de Swayne, Lycaon, Hippopotame amphibie.                                                      | Corbeau corbivau, Engoulevent du Nechisar. |
| 9     | Parc national de Gambela                         |       | 1974              | Gambela        | 4 575 km2  | Fédérale (EWCA) | Cobe de Madame Gray, Buffle d'Afrique, Éléphant de savane, Cobe de Buffon, Antilope rouanne, Girafe, Tiang, Hippopotame amphibie, Lion, Léopard.    | Bec-en-sabot du Nil, Grue couronnée, Rousserolle d'Irak, Pluvian fluviatile. |
| 10    | Parc national de l'Omo                           |       | 1967              | RNNPS          | 4 065 km2  | Fédérale (EWCA) | Éland, Buffle d'Afrique, Éléphant de savane, Guépard, Lion, Girafe, Tiang, Lycaon, Hippopotame amphibie.                                            | Touraco à queue barrée, Perroquet de Meyer, Malcoha austral, Autour sombre, Œdicnème tachard, Grand-duc de Verreaux. |
| 11    | Parc national de Geralle                         |       | 2006              | Somali         | 1 734 km2  | Fédérale (EWCA) | Éléphant de savane, Gazelle de Waller, Petit koudou, Grand koudou, Oryx beïsa, Gazelle de Grant.                                                    | Hirondelle à queue blanche, Tourterelle de Reichenow, Tisserin de Salvadori, Francolin à front noir. |
| 12    | Parc national de Hallaideghi Asebot              |       | 1972 (2014)       | Afar, Oromia   | 1 092 km2  | Fédérale (EWCA) | Oryx beïsa, Gazelle de Grant, Gazelle de Waller, Zèbre de Grévy, Lion, Léopard, Chacal à chabraque.                                                 | Autruche de Somalie, Outarde kori, Outarde arabe, Courvite à triple collier, Vanneau à tête noire, Aigrette garzette. |
| 13    | Parc national de Yangudi Rassa                   |       | 1977              | Afar           | 4 731 km2  | Fédérale (EWCA) | Âne sauvage de Somalie, Gazelle de Sömmering, Gazelle dorcas, Zèbre de Grévy.                                                                       | Autruche de Somalie, Outarde kori, Outarde arabe, Courvite à triple collier. |
| 14    | Parc national de Chebera Churchura (en)          |       | 2005              | RNNPS          | 1 190 km2  | Régionale       | Éléphant de savane, Hippopotame amphibie, Buffle d'Afrique, Lion, Léopard, Lycaon, Hyène tachetée, Phacochère commun.                               | Traquet demi-roux, Barbican barré, Ibis caronculé, Loriot moine, Corbeau corbivau. |
| 15    | Parc national de la vallée du Gibé               |       | 2009              | RNNPS          | 431 km2    | Régionale       | Hippopotame amphibie, Lion, Nyala de montagne. | Inséparable d'Abyssinie, Vanneau du Sénégal, Ouette d'Égypte, Aigrette garzette, Pluvian fluviatile. |
| 16    | Parc national des monts Arsi                     |       | 2011              | Oromia         | 1 200 km2  | Régionale       | Nyala de montagne, Guib de Ménélik, Loup d'Abyssinie, Léopard, Serval, Lycaon.                                                                      | Pigeon à collier blanc, Loriot moine, Serin à tête noire, Touraco à joues blanches. |
| 17    | Parc national de Mago                            |       | 1979              | RNNPS          | 1 942 km2  | Régionale       | Éléphant de savane, Petit koudou, Tiang, Lion, Guépard, Lycaon.                                                                                     | Alouette bourdonnante, Cratérope ombré, Cossyphe à calotte blanche, Irrisor moqueur, Œdicnème tachard, Grand-duc de Verreaux, Percnoptère d'Égypte.                                                                            |
| 18    | Parc national de Bakusa                          |       | 2012              | Amhara         | 447 km2    | Régionale       | Grand koudou, Ourébi, Léopard, Lion. | - |
| 19    | Parc national du Maze (en)                       |       | 2005              | RNNPS          | 202 km2    | Régionale       | Bubale de Swayne, Ourébi, Lion. | - |
| 20    | Parc national de Yabelo (en)                     |       | 1986              | Oromia         | 2 500 km2  | Régionale       | Zèbre des plaines, Bubale de Swayne, Gazelle de Grant, Gazelle de Waller, Dik-dik de Günther.                                                       | Hirondelle à queue blanche, Corbin de Stresemann, Courvite de Somalie, Engoulevent des épines, Autruche de Somalie. |
| 21    | Parc national du lac Abaya                       |       | 2010              | RNNPS          | 248 km2    | Régionale       | Lycaon, Buffle d'Afrique, Lion. | - |
| 22    | Parc national de Baher Dar-Nil Bleu              |       | 2008              | Amhara         | 43 km2     | Régionale       | Hippopotame amphibie. | - |
| 23    | Parc national de Dati Wolel                      |       | 2006              | Oromia         | 431 km2    | Régionale       | Hippopotame amphibie, Buffle d'Afrique, Lion. | Dendrocygne veuf, Cigogne épiscopale, Engoulevent à balanciers, Choucador splendide, Hyliote à ventre jaune. |
| Total | Total                                            | Total | Total             | Total          | 34 262 km2 |                 | | |
| A     | Sanctuaire des bubales de Swayne de Senkele (en) |       | 1974              | Oromia, RNNPS  | 54 km2     | Fédérale (EWCA) | Bubale de Swayne, Cobe des roseaux, Ourébi, Léopard, Grand koudou.                                                                                  | Ibis caronculé, Inséparable d'Abyssinie. |
| B     | Sanctuaire des éléphants de Babille              |       | 1970              | Oromia, Somali | 6 987 km2  | Fédérale (EWCA) | Éléphant de savane, Lion, Petit Koudou. | - |
| Total | Total                                            | Total | Total             | Total          | 7 041 km2  |                 | | |

### Réserves de biosphère

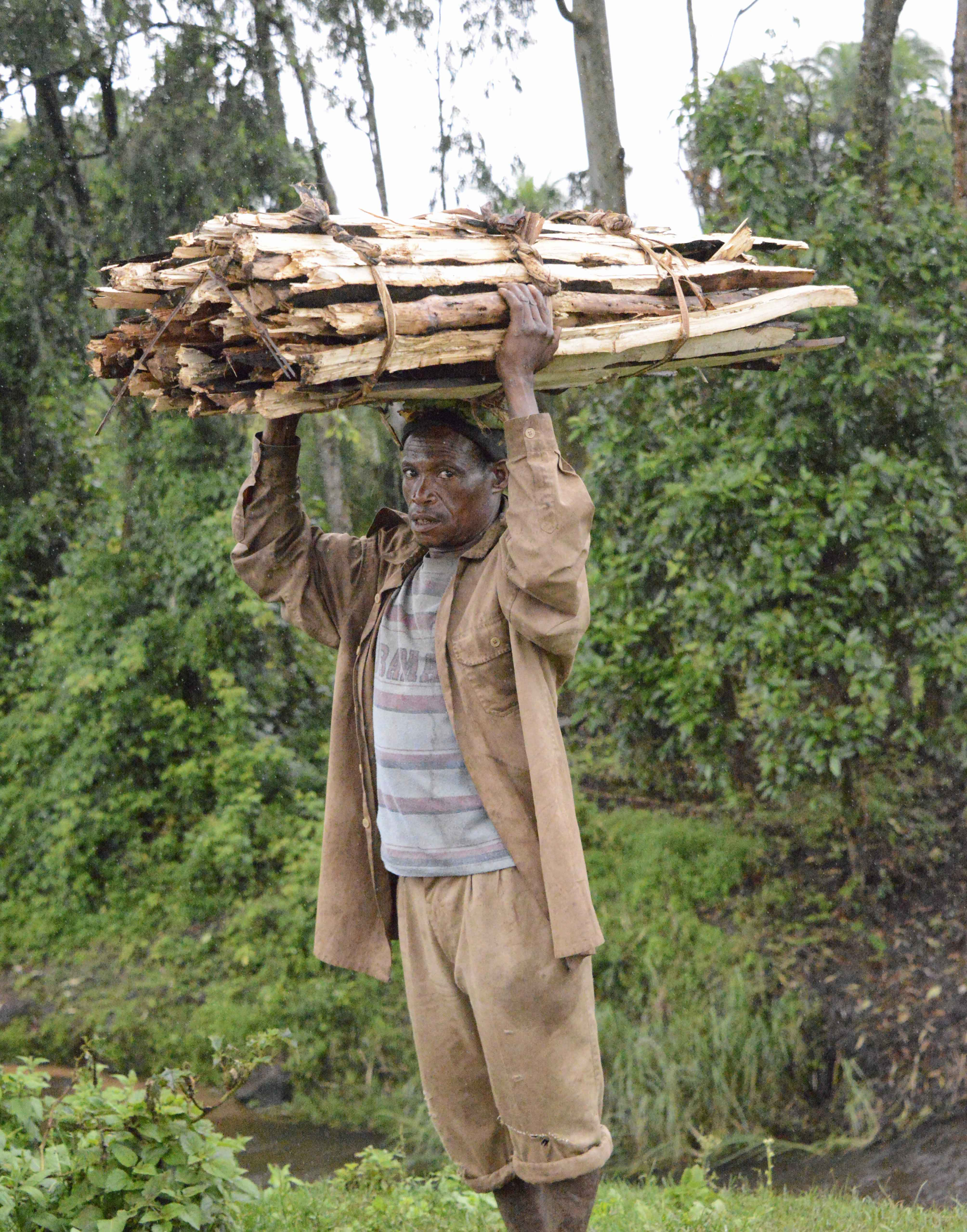
Homme ramassant du bois de chauffage dans la réserve de Kafa, connue pour sa caféiculture historique.

Les réserves de biosphère sont des zones d'écosystèmes qui sont reconnues au niveau international dans le cadre du programme de l'UNESCO sur l'homme et la biosphère (MAB) et établies pour promouvoir et démontrer une relation équilibrée entre les humains et la biosphère. Elles sont désignées par le conseil international de coordination du programme MAB à la demande de l'État concerné, et restent sous la juridiction souveraine de ce dernier. En d'autres termes, il incombe à chaque pays de fixer ses propres critères et d'appliquer la législation qu'il juge nécessaire pour que ses réserves fonctionnent de manière satisfaisante.
Les réserves de biosphère sont organisées en trois zones interdépendantes :
1. une ou plusieurs aires centrales légalement constituées et vouées à une protection à long terme ;
2. une ou plusieurs zones tampons clairement identifiées contiguës à l'aire centrale, où seules les activités compatibles avec les objectifs de conservation peuvent avoir lieu ;
3. une aire de transition extérieure où les pratiques de gestion durable des ressources sont encouragées et développées.

Dans le contexte éthiopien, les réserves de biosphère sont proclamées et administrées au niveau régional. Les aires centrales sont exclues de toute utilisation, sauf à des fins de recherche et de surveillance. Les zones tampons sont gérées par les membres de la communauté locale pour la récolte de produits forestiers non ligneux tels que le café, les épices ou le miel. Les aires de transition représentent des zones où les activités humaines intensives sont exercées pour améliorer les moyens de subsistance des communautés vivant à proximité : terres agricoles, pâturages, zones de peuplement, jardins, petites plantations et exploitations de café semi-forestières.

Localisation des réserves de biosphère en Éthiopie (voir tableau).

| Carte  | Nom                 | Année de création | Région  | Aire centrale | Zone tampon | Aire de transition | Superficie totale |
| ------ | ------------------- | ----------------- | ------- | ------------- | ----------- | ------------------ | ----------------- |
| 1      | Kafa (en)           | 2010              | RNNPS   | 41 319 ha     | 161 427 ha  | 337 885 ha         | 540 631 ha        |
| 2      | Yayu (en)           | 2010              | Oromia  | 27 733 ha     | 21 552 ha   | 117 736 ha         | 167 021 ha        |
| 3      | Forêt de Sheka (en) | 2012              | RNNPS   | 55 255 ha     | 76 395 ha   | 107 100 ha         | 238 750 ha        |
| 4      | Lac Tana (en)       | 2014              | Amhara  | 22 841 ha     | 187 567 ha  | 485 477 ha         | 695 885 ha        |
| 5      | Forêt de Majang     | 2017              | Gambela | 43 878 ha     | 73 400 ha   | 108 212 ha         | 225 490 ha        |
| Totaux | Totaux              | Totaux            | Totaux  | 1 910 km2     | 5 203 km2   | 11 564 km2         | 18 678 km2        |

### Réserves de faune sauvage
Les réserves de faune sauvage (Wildlife reserves) se distinguent des parcs nationaux et des sanctuaires en ce qu'elles sont toutes administrées au niveau régional, et qu'elles admettent les établissements et les activités humaines. Plus précisément, la législation en vigueur stipule que les personnes qui résidaient dans la réserve avant la date de sa création, peuvent y rester, et que les autres peuvent s'y établir moyennant une autorisation spéciale. Les habitants ont par ailleurs le droit de cultiver leurs parcelles (sans pour autant les étendre), de laisser leurs animaux domestiques paître et s'abreuver, et de pratiquer l'apiculture. Ils peuvent cependant être réinstallés ailleurs si l'organe qui administre la réserve souhaite développer la zone.

Localisation des réserves de faune sauvage en Éthiopie (voir tableau).

| Carte | Nom         | Région | Superficie  | Faune remarquable                                                                  |
| ----- | ----------- | ------ | ----------- | ---------------------------------------------------------------------------------- |
| 1     | Mille-Serdo | Afar   | 8 766 km2   | Gazelle de Sömmering, Petit koudou, Grand koudou, Autruche de Somalie.             |
| 2     | Gewane      | Afar   | 2 431 km2   | Gazelle de Sömmering, Petit koudou, Grand koudou, Autruche de Somalie.             |
| 3     | Alledeghi   | Oromia | (1 832 km2) | Oryx beïsa, Gazelle de Sömmering, Petit koudou, Grand koudou, Autruche de Somalie. |
| 4     | Awash west  | Oromia | 1 781 km2   | Oryx beïsa, Petit koudou, Grand koudou.                                            |
| 5     | Tama        | RNNPS  | 3 269 km2   | Girafe, Zèbre des plaines, Bubale lelwel.                                          |
| 6     | Chew Bahir  | RNNPS  | 4 212 km2   | Zèbre de Grévy, Gazelle de Grant, Gazelle de Waller, Oryx beïsa, Petit koudou.     |
| Total | Total       | Total  | 20 459 km2  |                                                                                    |

### Aires de chasse réglementée

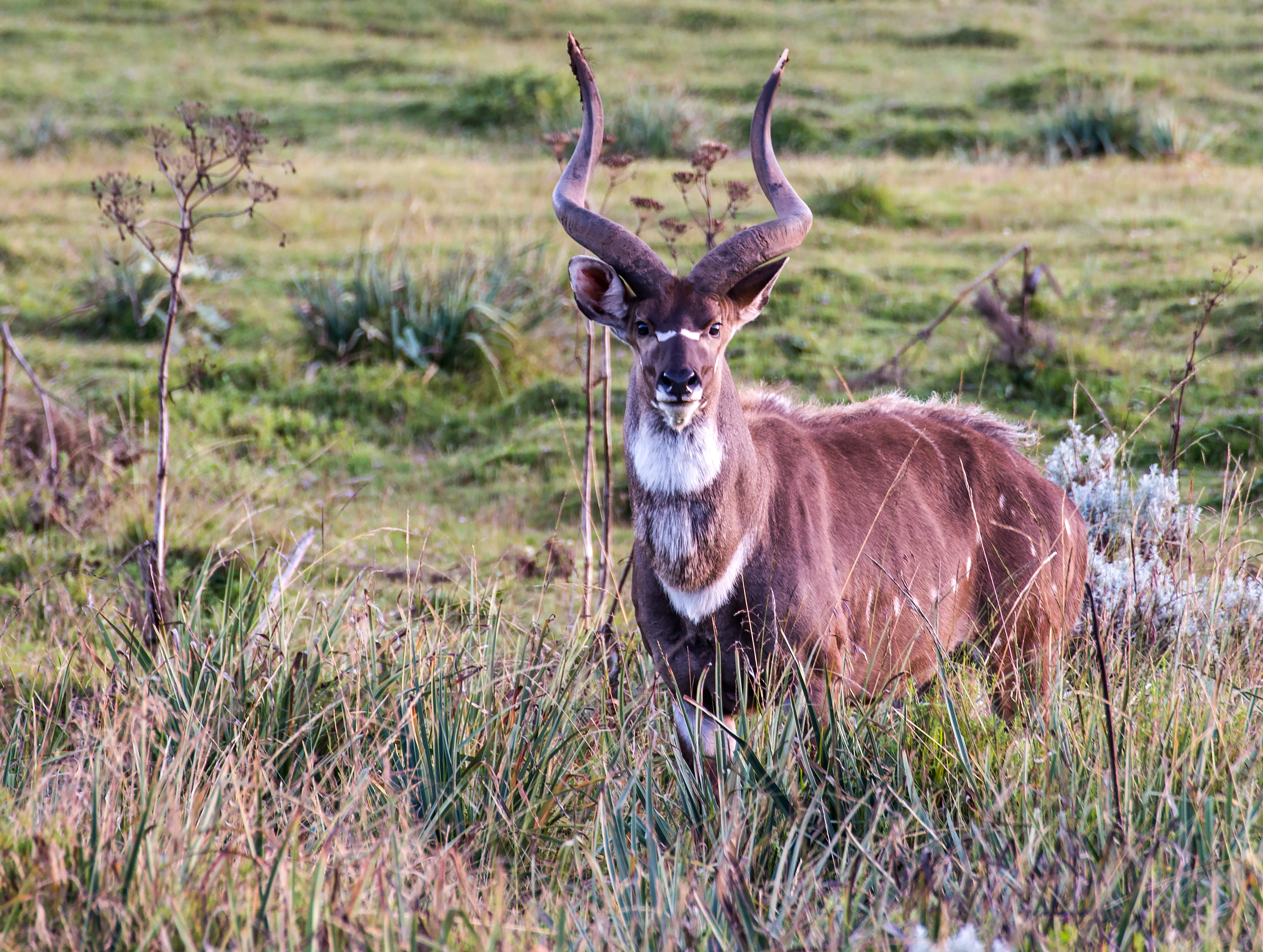
Les chasseurs sont essentiellement attirés en Éthiopie par le Nyala de montagne (ici aux monts Balé).

Les aires de chasse réglementée sont des zones désignées pour la conservation de la faune et pour la pratique d'une chasse légale et contrôlée. Celle-ci est régie par l'EWCA, qui délivre les permis et fixe les quotas annuels, en collaboration avec les gouvernements régionaux. La législation distingue les aires de chasse réglementée, pour lesquelles les sociétés de safari peuvent obtenir des concessions de cinq ans, et les aires de chasse ouverte où les quotas sont partagés entre plusieurs pourvoyeurs. Les droits de trophée sont payés à l'avance et ne sont pas remboursables, même si l'animal n'est pas abattu. Les quotas de prélèvements annuels sont déterminés tous les trois ans et tiennent compte des recensements réalisés sur le terrain pour une liste de 54 animaux sauvages et de 49 oiseaux. Le prix des trophées est fixé par la législation et va de 50 dollars américains (USD) pour un Porc-épic commun à 15 000 USD pour un Nyala de montagne. Cette espèce endémique est, avec le Guib de Ménélik, le principal objectif pour les chasseurs étrangers en Éthiopie, et jusqu'à 40 permis sont alloués chaque année. Parmi les big five, le Léopard, le Lion et le Buffle d'Afrique peuvent être chassés, mais les quotas sont très limités (respectivement 5, 2 et 18 par année). L'Éléphant de savane et le Rhinocéros noir font quant à eux partie des 47 espèces protégées dont la chasse est interdite sur tout le territoire. La chasse des femelles et des juvéniles est elle aussi prohibée. Le tourisme cynégétique a rapporté 2 555 883 USD en 2018 et 2 687 112 USD en 2019, ce qui représentait respectivement 83 % et 66 % du total des recettes liées à la faune sauvage. Ces revenus sont partagés entre le Trésor fédéral (15 %) et les régions (85 %), dans des proportions de 15% pour le Trésor fédéral et 85% pour les régions, lesquelles en font bénéficier les communautés locales par le biais de projets de développement.

Localisation des aires de chasse réglementée et des aires de chasse ouverte en Éthiopie (voir tableau).

| Carte | Nom                   | Type  | Année de création | Région | Superficie | Principales espèces trophées                                                        |
| ----- | --------------------- | ----- | ----------------- | ------ | ---------- | ----------------------------------------------------------------------------------- |
| 1     | Haro Abadiko          | ACR   | 2010              | Oromia | 190 km2    |                                                                                     |
| 2     | Jibat                 | ACR   | ?                 | Oromia | 100 km2    | Hylochère, Potamochère, Guib de Ménélik, Colobe guéréza.                            |
| 3     | Chifra                | ACR   | 1998              | Afar   | 510 km2    |                                                                                     |
| 4     | Telalak Dewe          | ACR   | 2012              | Afar   | 500 km2    | Oryx beïsa, Gazelle de Sömmering, Petit koudou.                                     |
| 5     | Denbel-Ayisha-Adigala | ACR   | 2010              | Somali | 600 km2    |                                                                                     |
| 6     | Asbahri-Kebena        | ACR   | 2014              | Afar   | 174 km2    | Oryx beïsa, Gazelle de Sömmering.                                                   |
| 7     | Bilen-Hertele         | ACR   | 2014              | Afar   | 825 km2    | Oryx beïsa, Gazelle de Sömmering, Gazelle de Waller.                                |
| 8     | Sororo-Torgum         | ACR   | 2000              | Oromia | 108 km2    |                                                                                     |
| 9     | Dindin                | ACR   | 1992              | Oromia | 280 km2    | Nyala de montagne, Guib de Ménélik.                                                 |
| 10    | Arba Gugu             | ACR   | 1973              | Oromia | 341 km2    | Nyala de montagne, Guib de Ménélik.                                                 |
| 11    | Urgan-Bula            | ACR   | 2010              | Oromia | 78 km2     |                                                                                     |
| 12    | Aluto                 | ACR   | 2013              | Oromia | 100 km2    | Grand koudou                                                                        |
| 13    | Munessa Kuke          | ACR   | 2003              | Oromia | 111 km2    | Nyala de montagne, Guib de Ménélik.                                                 |
| 14    | Gassera               | ACR   | 2012              | Oromia | 215 km2    |                                                                                     |
| 15    | Hanto                 | ACR   | 2013              | Oromia | 190 km2    | Nyala de montagne, Guib de Ménélik.                                                 |
| 16    | Abasheba Demero       | ACR   | ?                 | Oromia | 210 km2    | Nyala de montagne, Guib de Ménélik, Hylochère.                                      |
| 17    | Besmena-Odobulu       | ACR   | ?                 | Oromia | 350 km2    | Nyala de montagne, Guib de Ménélik, Hylochère.                                      |
| 18    | Shedem Berbere        | ACR   | 2001              | Oromia | 170 km2    |                                                                                     |
| 19    | Hurufa Soma           | ACR   | 2000              | Oromia | 215 km2    |                                                                                     |
| 20    | Welishet Sala         | ACR   | 2010              | RNNPS  | 350 km2    | Buffle d'Afrique, Gazelle de Grant.                                                 |
| 21    | Murulle               | ACR   | 1973              | RNNPS  | 690 km2    | Tiang, Buffle d'Afrique, Grand koudou, Gazelle de Grant.                            |
| Total | Total                 | Total | Total             | Total  | 6 307 km2  |                                                                                     |
| A     | Gelila Dura           | ACO   | 2006              | Afar   | 52 km2     | Phacochère commun, Cobe onctueux, Cobe des roseaux, Dik-dik de Salt, Guib harnaché. |
| B     | Gara gumbi            | ACO   | 2012              | Oromia | 50 km2     | Dik-dik de Salt, Petit koudou.                                                      |
| C     | Gara meti             | ACO   | 2012              | Oromia | 52 km2     | Oréotrague, Dik-dik de Salt.                                                        |
| nd    | Sinana                | ACO   | ?                 | Oromia | 15 km2     |                                                                                     |
| nd    | Debre Libanos         | ACO   | ?                 | Oromia | 31 km2     | Gélada.                                                                             |
| Total | Total                 | Total | Total             | Total  | 200 km2    |                                                                                     |

### Aires naturelles protégées par les communautés
Les aires naturelles protégées par les communautés (Community Conservation areas, CCA) fonctionnent selon un modèle de gouvernance impliquant les communautés qui vivent dans, ou à proximité de l'aire protégée. La législation indique que les communautés locales peuvent posséder des aires protégées et les gérer pour une utilisation durable, sur autorisation des régions concernées. Elles s'engagent en contrepartie à entreprendre des activités de développement qui ne nuisent pas aux ressources naturelles de la zone et à former le personnel nécessaire à la conservation de la faune. L'utilisation durable des ressources comprend également la chasse réglementée sur la base de quotas et cette option est appliquée par la plupart des CCA. Seule l'aire de Menz Guassa n'y a pas recours et tire plutôt ses revenus de l'écotourisme : randonnée, escalade, observation ornithologique, etc.

Localisation des aires naturelles protégées par les communautés en Éthiopie (voir tableau).

| Carte | Nom          | Année de création | Région | Superficie |
| ----- | ------------ | ----------------- | ------ | ---------- |
| 1     | Abune Yoseph | 2016              | Amhara | 50 km2     |
| 2     | Adaar        | ?                 | Afar   | 371 km2    |
| 3     | Menz Guassa  | 2012              | Amhara | 110 km2    |
| 4     | Adaba-Dodola | 2005              | Oromia | 499 km2    |
| Total | Total        | Total             | Total  | 1 030 km2  |

### Zones forestières nationales prioritaires

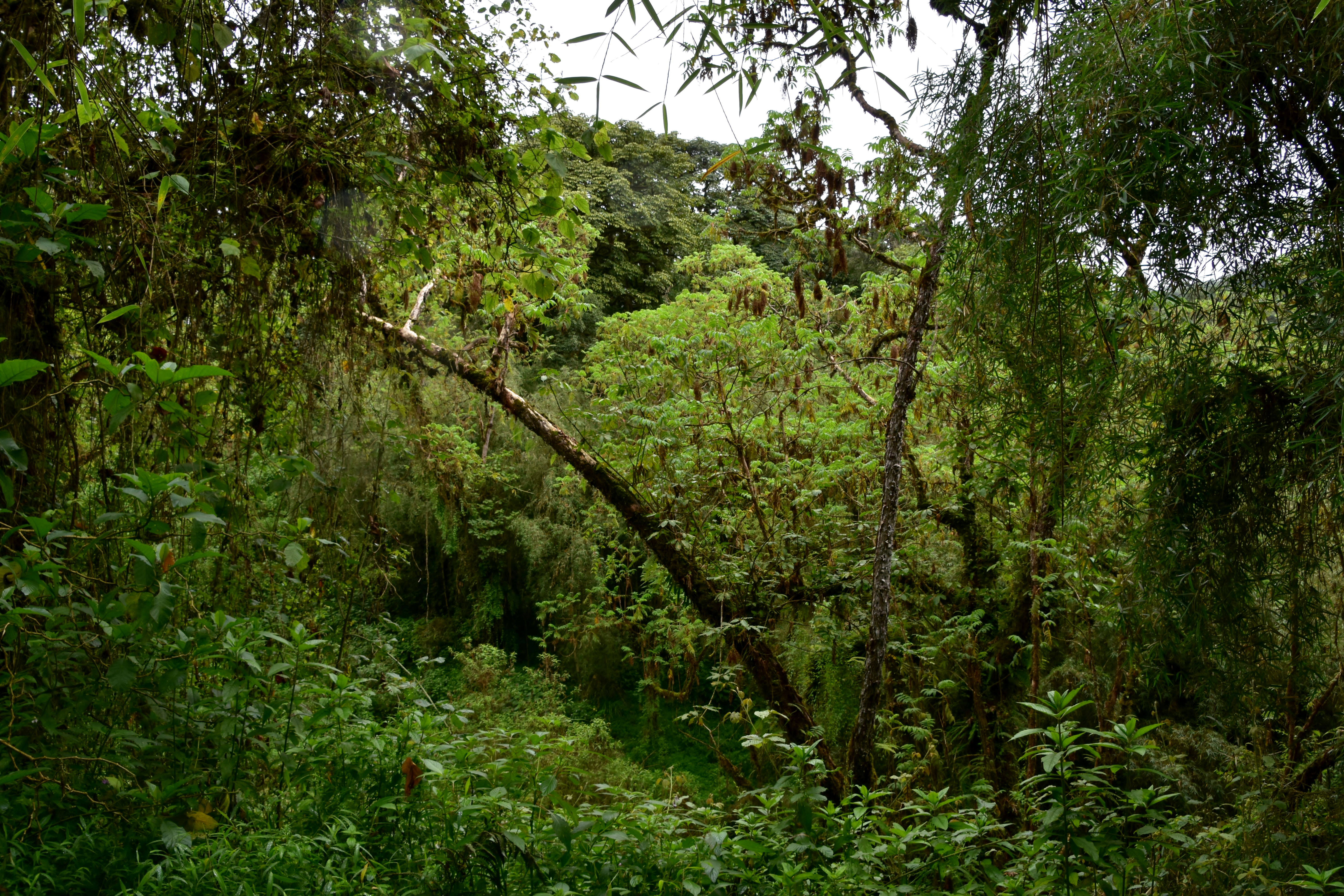
Forêt d'Harenna.

Les changements dans l'utilisation des terres, principalement pour l'agriculture, le surpâturage, la dépendance des communautés vis-à-vis de la forêt pour l'énergie et les moyens de subsistance, les pratiques d'exploitation inappropriées, le changement climatique et de nombreux autres facteurs ont entraîné une déforestation massive en Éthiopie. En réponse à cette situation alarmante, le ministère de l'Agriculture a proposé en 1980 une liste de 58 zones forestières nationales prioritaires (National Forest Priority Areas, NFPA), destinées à la gestion durable. Les terres couvertes par ces zones comprenaient des futaies et des plantations, ainsi que des terres non boisées. Lors du passage au système fédéral, la responsabilité de l'établissement légal, de l'administration et de la gestion des NFPA a été transférée aux bureaux régionaux de l'agriculture. Un nombre restreint de ces forêts ont effectivement été inventoriées, délimitées et légalement proclamées, et très peu d'entre elles disposent de plans de gestion. La majorité sont fortement déboisées et fragmentées en raison du défrichement et de la conversion de l'occupation du sol pour l'expansion de la petite agriculture, de la promotion d'investissements commerciaux à grande échelle, de l'extraction et de la collecte illégales de produits forestiers, de l'installation humaine dans les zones forestières, des feux de forêt et du développement des réseaux routiers et des infrastructures.

Localisation des zones forestières nationales prioritaires en Éthiopie (voir tableau).

| Carte  | Nom                        | Région                 | Forêt primaire       | Forêt primaire      | Forêt secondaire | Autre        | Superficie totale |
| Carte  | Nom                        | Région                 | légèrement perturbée | fortement perturbée | Forêt secondaire | Autre        | Superficie totale |
| ------ | -------------------------- | ---------------------- | -------------------- | ------------------- | ---------------- | ------------ | ----------------- |
| 1      | Din Din-Arba Gugu          | Oromia                 | -                    | -                   | 5 900 ha         | 57 600 ha    | 66 800 ha         |
| 2      | Chilalo-Gallema            | Oromia                 | -                    | -                   | 1 400 ha         | 20 600 ha    | 22 000 ha         |
| 3      | Munessa-Shashemene         | Oromia                 | 7 000 ha             | 10 200 ha           | 6 800 ha         | 74 200 ha    | 98 200 ha         |
| 4      | Adaba Dodola Lajo          | Oromia                 | 5 000 ha             | 16 400 ha           | 900 ha           | 36 700 ha    | 59 000 ha         |
| 5      | Aloshe-Batu                | Oromia                 | -                    | 10 000 ha           | 1 700 ha         | 28 300 ha    | 40 000 ha         |
| 6      | Gore Bele                  | Oromia                 | 9 800 ha             | 50 000 ha           | 200 ha           | 40 000 ha    | 100 000 ha        |
| 7      | Harena-Kokossa             | Oromia                 | 20 000 ha            | 70 000 ha           | -                | 92 000 ha    | 182 000 ha        |
| 8      | Kubayo                     | Oromia                 | 5 000 ha             | 17 900 ha           | 300 ha           | 55 200 ha    | 78 400 ha         |
| 9      | Mena-Angetu                | Oromia                 | 20 000 ha            | 50 000 ha           | 200 ha           | 119 800 ha   | 190 000 ha        |
| 10     | Bulki-Malakoza             | RNNPS                  | -                    | -                   | 500 ha           | 10 500 ha    | 11 000 ha         |
| 11     | Deme Laha                  | RNNPS                  | 15 000 ha            | 5 000 ha            | -                | 10 000 ha    | 30 000 ha         |
| 12     | Gidola-Gamba               | RNNPS                  | -                    | -                   | 1 200 ha         | 14 800 ha    | 16 000 ha         |
| 13     | Guangua-Kahtassa           | Amhara                 | -                    | 32 000 ha           | 2 800 ha         | 21 700 ha    | 56 500 ha         |
| 14     | Sekele Maryam              | Amhara                 | -                    | -                   | 2 000 ha         | 8 000 ha     | 10 000 ha         |
| 15     | Butugi-Melka-Jebdu         | Afar, Dire Dawa        | -                    | -                   | 3 800 ha         | 41 400 ha    | 45 200 ha         |
| 16     | Wof-Washa                  | Amhara                 | -                    | 2 000 ha            | 4 200 ha         | 2 700 ha     | 8 900 ha          |
| 17     | Gara-Muleta                | Oromia                 | -                    | 2 600 ha            | 2 000 ha         | 2 400 ha     | 7 000 ha          |
| 18     | Jelo-Muktar-Metakesha-Ades | Oromia                 | -                    | 2 500 ha            | 4 100 ha         | 14 700 ha    | 21 300 ha         |
| 19     | Jarso-Gursum               | Oromia, Dire Dawa      | -                    | 1 500 ha            | 4 500 ha         | 46 300 ha    | 52 300 ha         |
| 20     | Abobo-Gog                  | Gambela                | 150 000 ha           | 45 000 ha           | 100 ha           | 22 900 ha    | 218 000 ha        |
| 21     | Gebre Dima                 | Oromia, RNNPS          | 50 000 ha            | 82 000 ha           | -                | 33 000 ha    | 165 000 ha        |
| 22     | Godere                     | Gambela, Oromia, RNNPS | 40 000 ha            | 100 000 ha          | 500 ha           | 19 500 ha    | 160 000 ha        |
| 23     | Sele-Anderacha             | RNNPS                  | 100 000 ha           | 115 000 ha          | 700 ha           | 9 300 ha     | 225 000 ha        |
| 24     | Sibo-Tale Kobo             | Oromia, RNNPS          | 28 000 ha            | 50 000 ha           | 1 900 ha         | 20 100 ha    | 100 000 ha        |
| 25     | Sigmo-Geba                 | Oromia                 | 67 700 ha            | 190 000 ha          | 2 300 ha         | 20 000 ha    | 280 000 ha        |
| 26     | Yayu                       | Oromia                 | 20 000 ha            | 100 000 ha          | 300 ha           | 29 700 ha    | 150 000 ha        |
| 27     | Yeki                       | RNNPS                  | 10 000 ha            | 100 000 ha          | 500 ha           | 11 500 ha    | 122 000 ha        |
| 28     | Saylem-Wangus              | Oromia, RNNPS          | 329 900 ha           | -                   | -                | 85 100 ha    | 415 000 ha        |
| 29     | Selemeseng Mocha           | Gambela, Oromia, RNNPS | 292 350 ha           | -                   | 650 ha           | 32 000 ha    | 325 000 ha        |
| 30     | Abelti-Gibe                | Oromia, RNNPS          | -                    | 4 700 ha            | 1 300 ha         | 4 000 ha     | 10 000 ha         |
| 31     | Babiya-Fola                | Oromia                 | -                    | 45 000 ha           | 900 ha           | 28 400 ha    | 74 300 ha         |
| 32     | Belete-Gera                | Oromia                 | 76 500 ha            | 35 200 ha           | 1 100 ha         | 35 700 ha    | 148 500 ha        |
| 33     | Bonga                      | RNNPS                  | 7 000 ha             | 10 000 ha           | 2 100 ha         | 142 300 ha   | 161 400 ha        |
| 34     | Gura Ferda                 | Gambela, RNNPS         | 80 000 ha            | 35 100 ha           | 800 ha           | 224 100 ha   | 340 000 ha        |
| 35     | Tiro Botter Becho          | Oromia                 | 16 000 ha            | 23 300 ha           | 2 300 ha         | 44 200 ha    | 85 800 ha         |
| 36     | Butagera                   | RNNPS                  | -                    | -                   | 1 600 ha         | 13 400 ha    | 15 000 ha         |
| 37     | Chilimo-Gaje               | Oromia                 | -                    | 2 000 ha            | 800 ha           | 23 200 ha    | 26 000 ha         |
| 38     | Gedo                       | Oromia                 | 2 000 ha             | 3 000 ha            | -                | 5 000 ha     | 10 000 ha         |
| 39     | Jibat-Mute-Jegenfo         | Oromia                 | -                    | 5 000 ha            | -                | 33 500 ha    | 38 500 ha         |
| 40     | Menagesha-Suba             | Oromia                 | -                    | 3 600 ha            | 1 300 ha         | 4 900 ha     | 9 800 ha          |
| 41     | Yerer-Dire Gerbicha        | Oromia                 | 300 ha               | 3 800 ha            | 1 700 ha         | 3 800 ha     | 9 600 ha          |
| 42     | Zukuala                    | Oromia                 | 300 ha               | 3 800 ha            | 1 700 ha         | 3 800 ha     | 9 600 ha          |
| 43     | Anferara-Wadera            | Oromia                 | -                    | 13 000 ha           | 3 700 ha         | 89 900 ha    | 106 600 ha        |
| 44     | Bore-Anferara              | Oromia, RNNPS          | -                    | 33 000 ha           | 1 400 ha         | 182 900 ha   | 217 300 ha        |
| 45     | Megada                     | Oromia                 | 5 000 ha             | 10 000 ha           | 1 300 ha         | 4 500 ha     | 20 800 ha         |
| 46     | Negele                     | Oromia                 | -                    | 1 200 ha            | 300 ha           | 16 300 ha    | 17 800 ha         |
| 47     | Yabelo-Arero               | Oromia                 | -                    | 8 000 ha            | 150 ha           | 41 750 ha    | 49 900 ha         |
| 48     | Dess'a                     | Tigré, Afar            | -                    | -                   | -                | 20 000 ha    | 20 000 ha         |
| 49     | Chato-Sengi-Dengeb         | Oromia                 | -                    | 5 000 ha            | 60 ha            | 39 800 ha    | 44 860 ha         |
| 50     | Gergeda                    | Oromia                 | 20 000 ha            | 20 000 ha           | 1 000 ha         | 96 400 ha    | 137 400 ha        |
| 51     | Gidame                     | Oromia                 | -                    | 10 000 ha           | -                | 7 000 ha     | 17 000 ha         |
| 52     | Jurgo-Wattu                | Oromia                 | -                    | 15 000 ha           | 200 ha           | 4 700 ha     | 19 900 ha         |
| 53     | Komto Waja Tsege           | Oromia                 | -                    | 1 000 ha            | 1 200 ha         | 6 900 ha     | 9 100 ha          |
| 54     | Konchi                     | Oromia                 | 10 000 ha            | 5 000 ha            | -                | 8 000 ha     | 23 000 ha         |
| 55     | Linche Dali Gewe           | Oromia                 | -                    | 15 000 ha           | -                | 25 000 ha    | 40 000 ha         |
| 56     | Denkoro                    | Oromia                 | -                    | 2 300 ha            | -                | 3 000 ha     | 5 300 ha          |
| 57     | Gumburda Grakas            | Tigré                  | -                    | 11 500 ha           | 2 200 ha         | 12 300 ha    | 26 000 ha         |
| 58     | Yegof-Erike                | Amhara                 | -                    | 2 800 ha            | 8 400 ha         | 6 800 ha     | 18 000 ha         |
| Totaux | Totaux                     | Totaux                 | 1 386 550 ha         | 1 375 600 ha        | 83 260 ha        | 2 107 750 ha | 4 956 460 ha      |